# ハドフィ・ダーニエル
ハドフィ・ダーニエル（Hadfi Dániel、1982年5月13日 - ）は、ハンガリーのブダペスト出身の柔道選手。階級は100kg級。身長189cm。

## 人物
2000年の世界ジュニア90kg級で3位になると、ヨーロッパジュニアでも3位になった。その後階級を100kg級に上げると、2004年のU23ヨーロッパ選手権で優勝を飾った。2005年の世界選手権では7位だった。翌年の世界学生では3位になった。2007年にはフランス国際とヨーロッパ選手権で優勝を飾ると、世界選手権では銅メダルを獲得した。しかし、2008年の北京オリンピックでは7位に終わりメダルを獲得できなかった。

## 主な戦績
90kg級での戦績
- 2000年 - 世界ジュニア　3位
- 2000年 - ヨーロッパジュニア　3位

100kg級での戦績
- 2003年 - ミリタリーワールドゲームズ　2位
- 2004年 - U23ヨーロッパ選手権　優勝
- 2005年 - ハンガリー国際　優勝
- 2005年 - 世界選手権　7位
- 2006年 - ヨーロッパ選手権　2位
- 2006年 - 世界学生　3位
- 2007年 - フランス国際　優勝
- 2007年 - ヨーロッパ選手権　優勝
- 2007年 - 世界選手権　3位
- 2008年 - 北京オリンピック　7位